# オドリバエ
オドリバエは、双翅目の科の一つであるオドリバエ科（Empididae）に所属する種の総称。オドリバエ科に属する種は、世界で3000種以上が記録されており、その多くが全北区から発見されている。オドリバエ科の種は、他のオドリバエ上科の種と同じく捕食性で、他の双翅目に比べて非常に多彩な形態をもつ群である。なお和名にハエとつくが、分類学的にはアブに近い仲間である。

## 概要

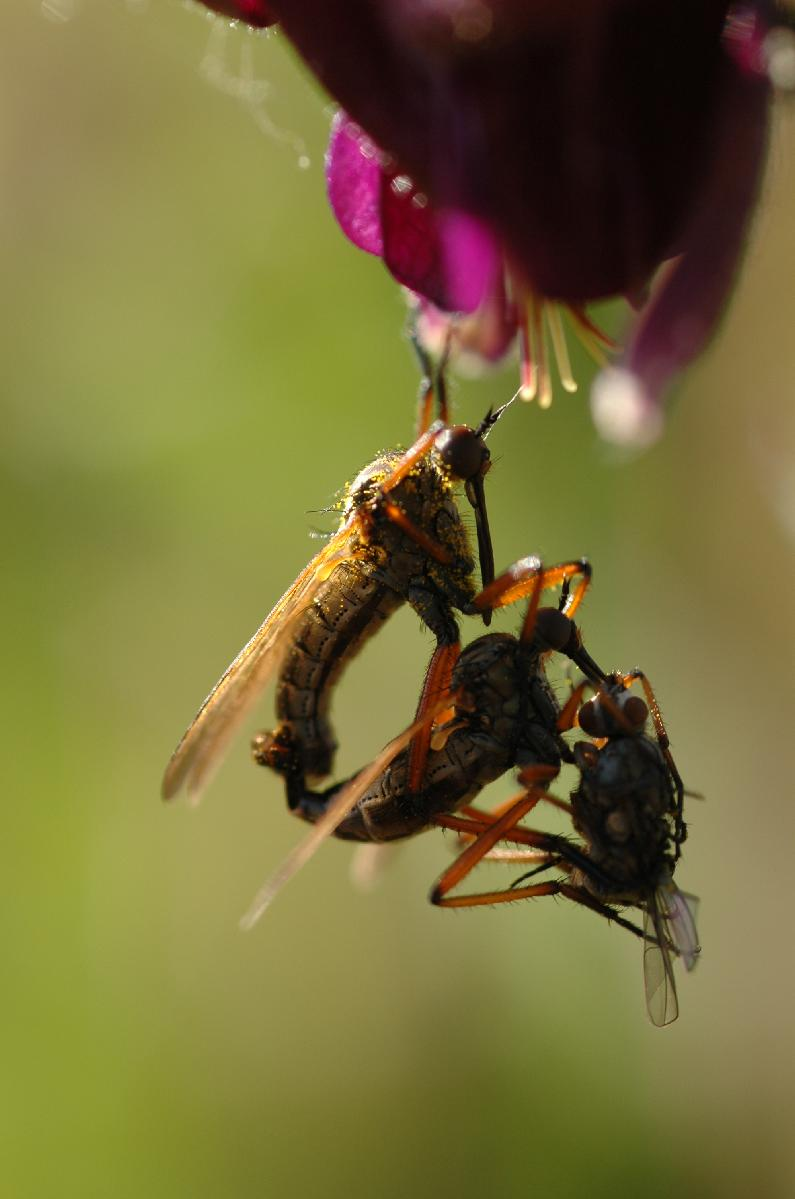
餌を渡して交尾するオスとメス

オドリバエは、幼虫、成虫共に捕食性のアブの仲間であり、主に他の双翅目昆虫を捕食している。非常に広範な地域で発見されており、水辺または陸地の両方に生息している。また一部のオドリバエの仲間では、非常に複雑な求愛行動が知られており、オスが絹にくるんだ餌をメスに差し出して求愛する Hilara mauraや、オスが栄養価の低い獲物をメスに送り、「婚姻の儀」を行う Empis snoddyiなどといった種が知られている。

## 分類
オドリバエ科に属する種は形態的にも非常に多様であったため、もともと亜科とされていた分類群の一部が、科として独立した扱いとなることがある。その考え方に従うと、セダカオドリバエ科（Hybotidae）、Atelestidae科が独立した分類群として扱われる。またタマオバエ亜科（Brachystomatinae）を科として独立させる考えもある。またかつてオドリバエ科の亜科であったネジレオバエ亜科（Microphorinae）は、アシナガバエ科の亜科の一つとして扱われている。

### 亜科
- Brachystomatinae - タマオバエ亜科
- Ceratomerinae
- Clinocerinae
- Empidinae - オドリバエ亜科
- Hemerodromiinae
- Oreogetoninae
- Trichopezinae

## ギャラリー

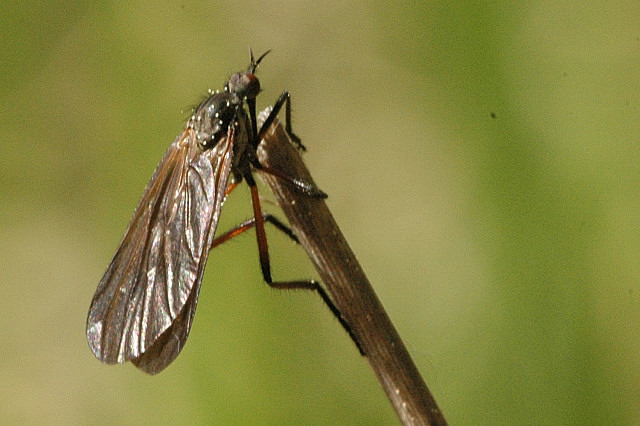
Empis borealis
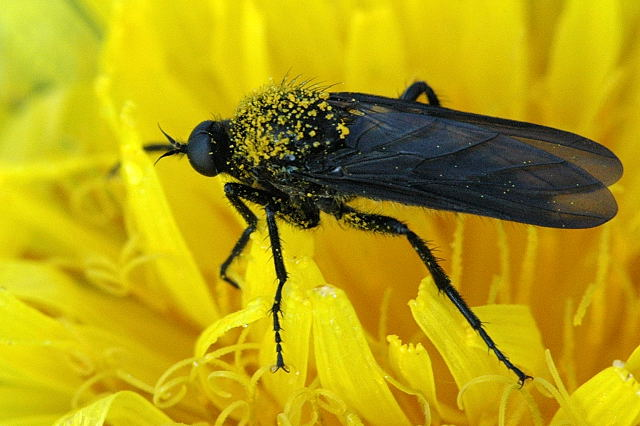
Empis ciliata
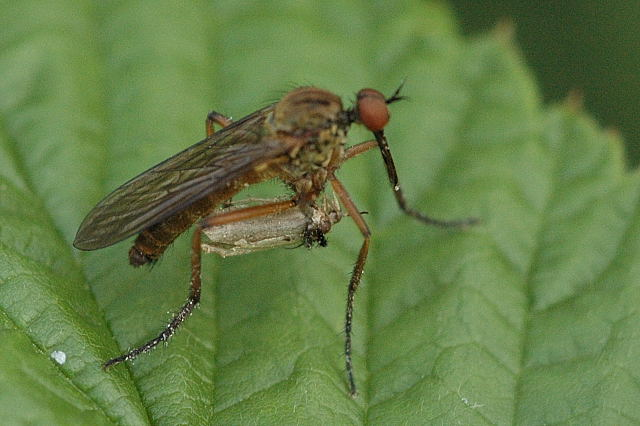
Empis livida
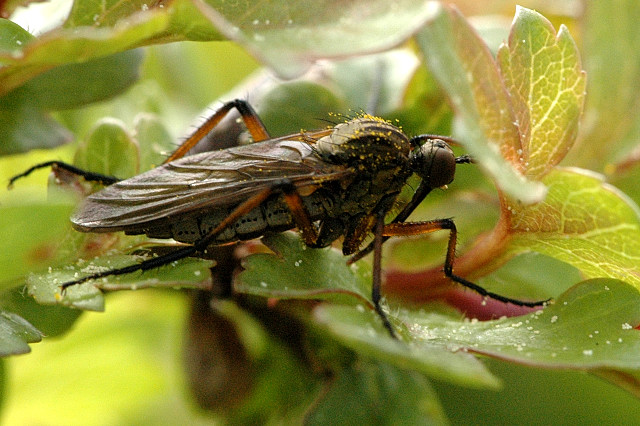
Empis opaca
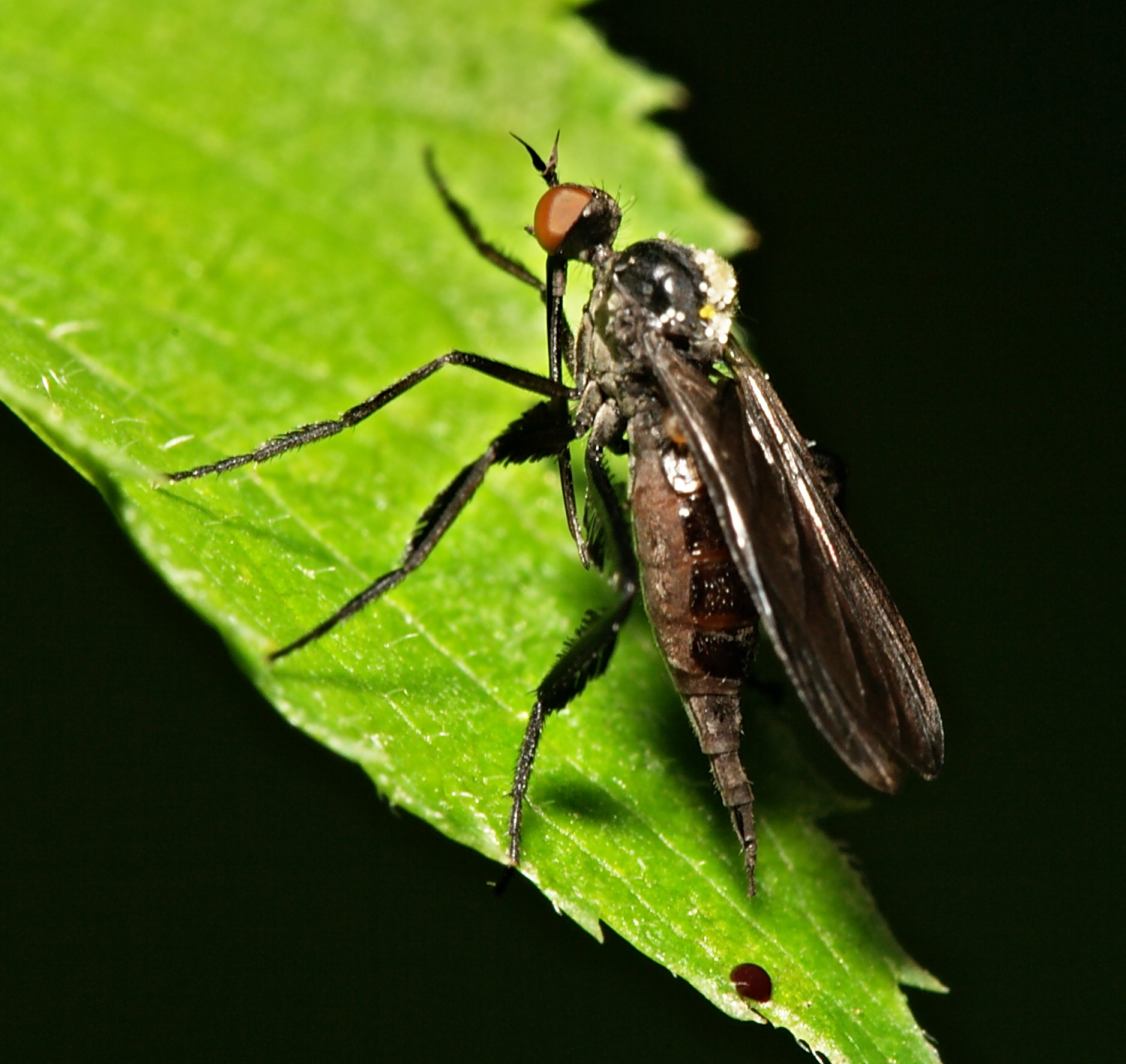
Empis pennipes
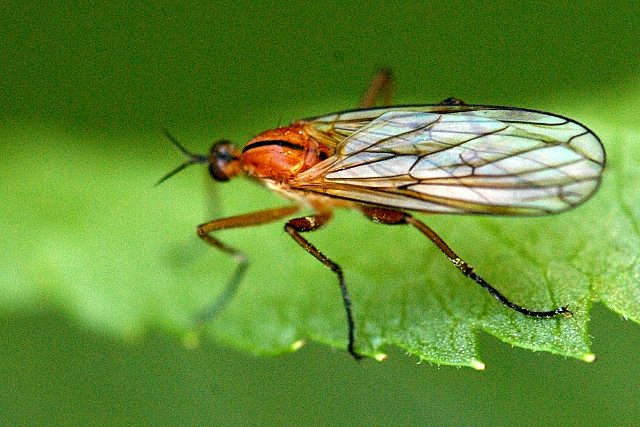
Empis stercorea
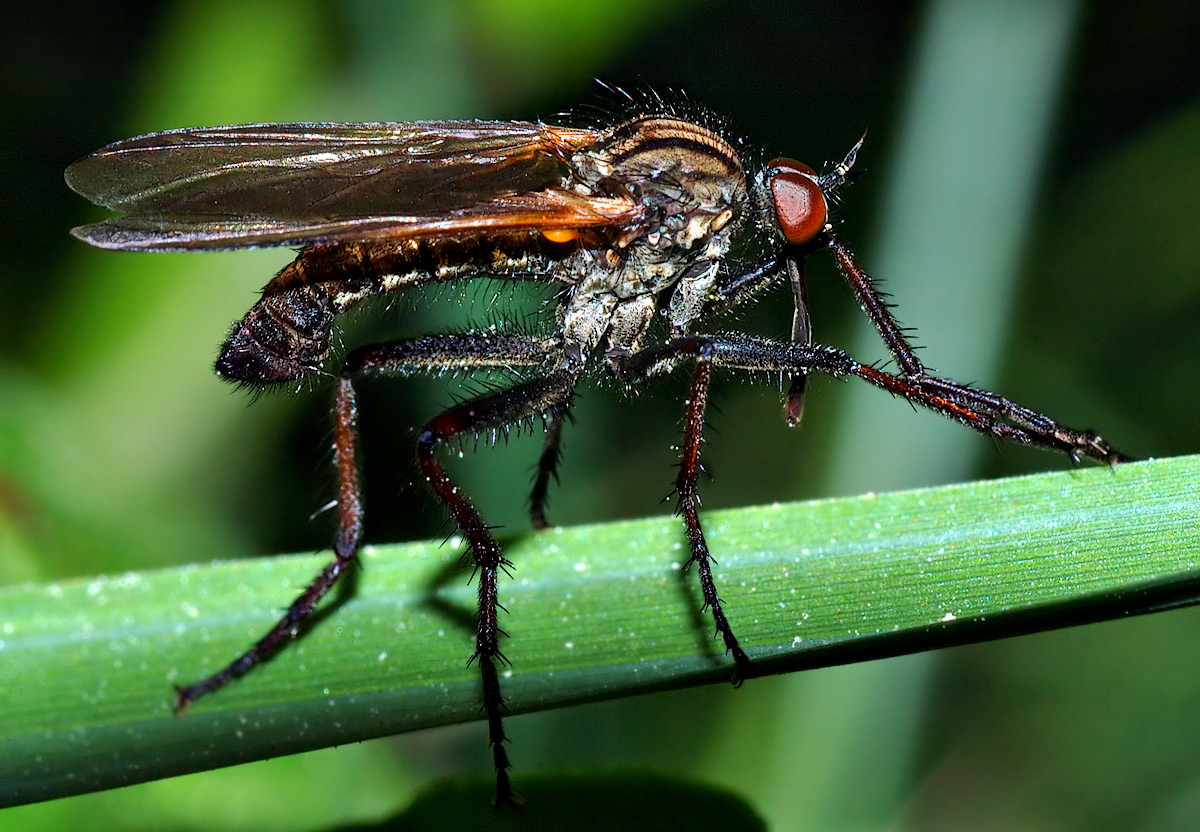
Empis tessellata
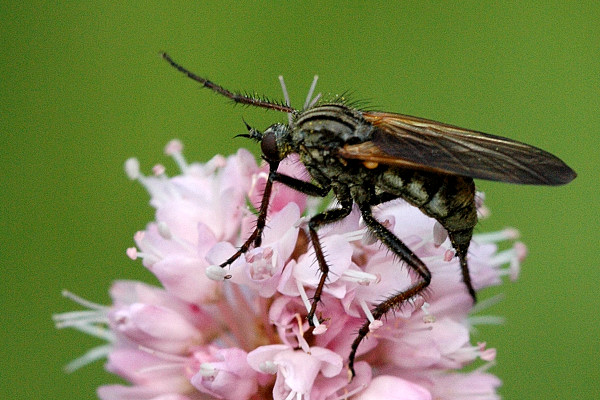
Empis variegata
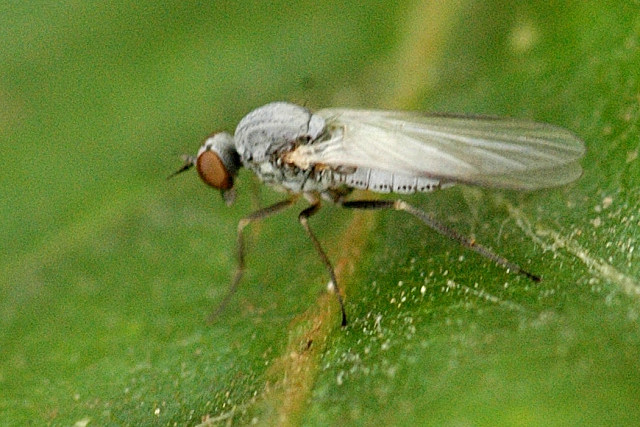
Hilara litorea
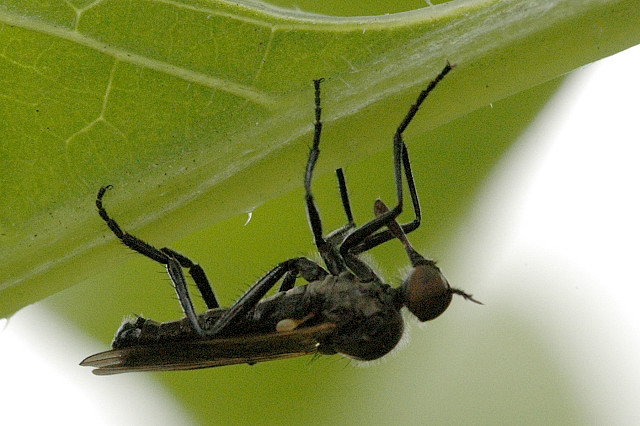
Rhamphomyia crassirostris
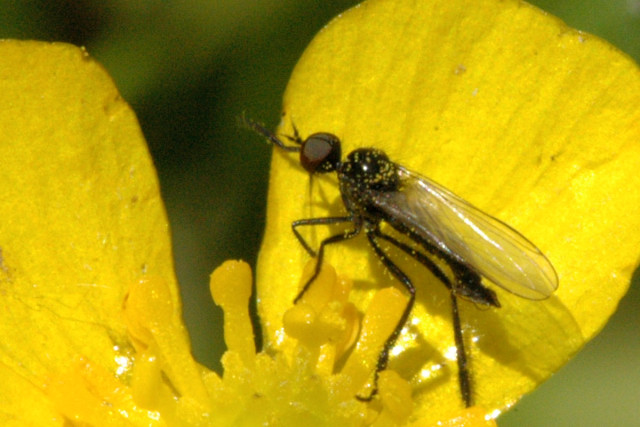
Rhamphomyia lamellata
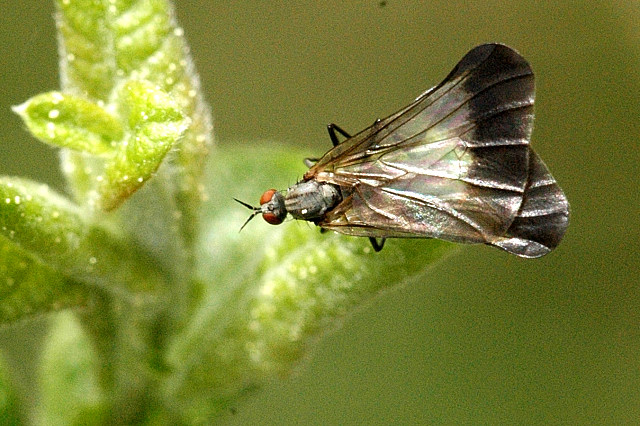
Rhamphomyia marginata
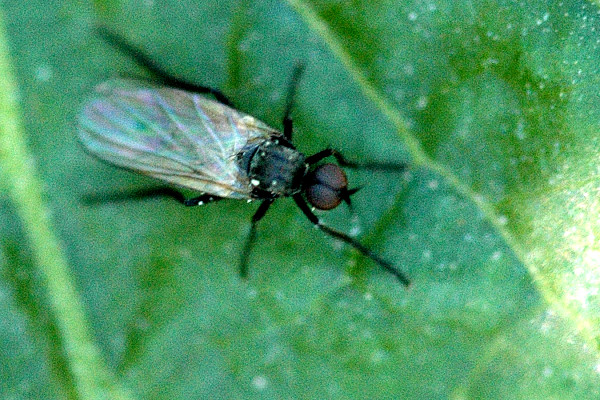
Rhamphomyia sulcata
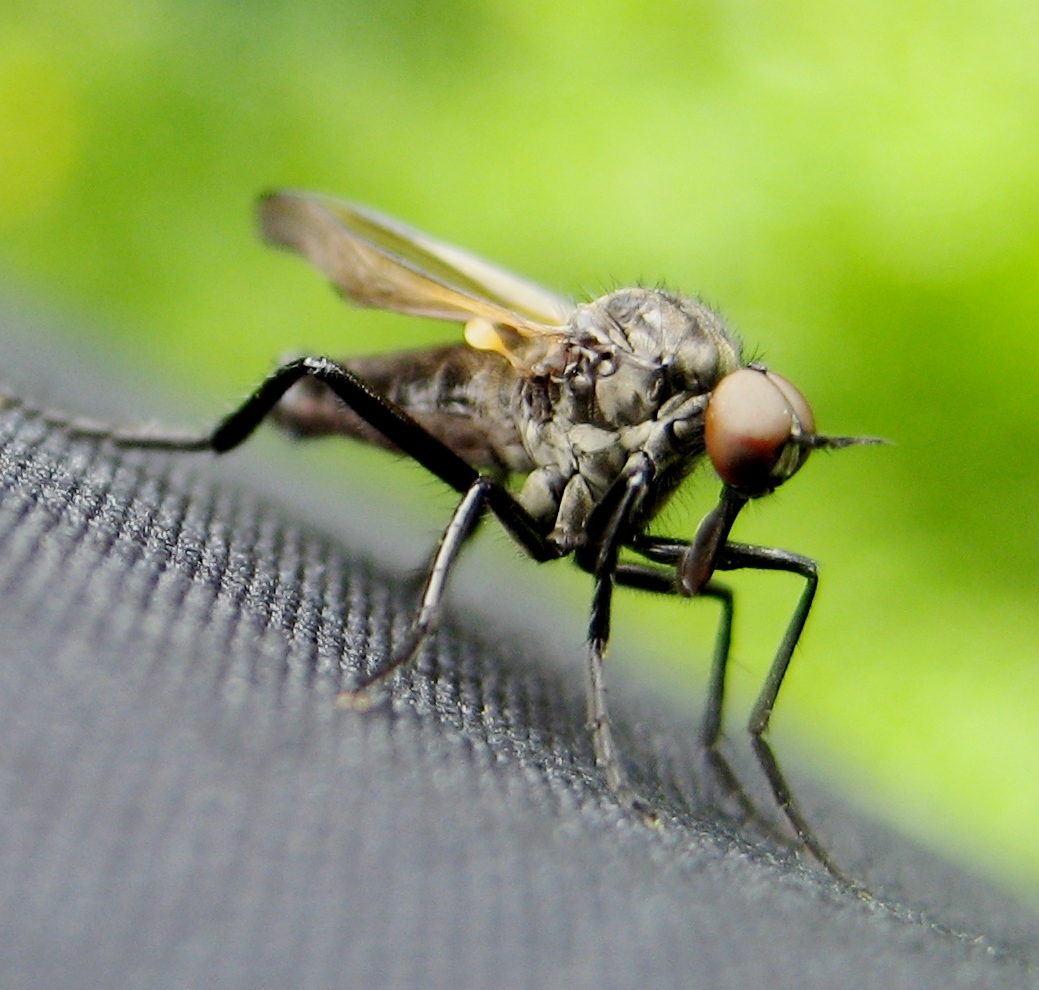
Empididae sp.